# Németország földrajza
Németország (németül : Deutschland) egy olyan ország Nyugat- és Közép-Európában, amely az Alpoktól a Germán-lengyel alföldön át, egészen az Északi- és Balti-tengerig terjed. Németország a második legnépesebb ország Európában (Oroszország európai része után), és területét tekintve a hetedik legnagyobb.
Az Alpok magasságát (legmagasabb pont: Zugspitze, 2962 m) az Északi- és Balti-tenger tengerszintjétől számítják. Közép-Németország erdős dombjai és Észak-Németország legalacsonyabb területei (legalacsonyabb pont: Neuendorf-Sachsenbande, 3,54 m) között halad át 3 jelentős európai folyó, a Rajna, a Duna és az Elba.
Németország kilenc európai országgal határos: északon Dániával, keleten Lengyelországgal és Csehországgal, Svájccal és Ausztriával délen, délnyugaton Franciaországgal és Belgiummal, Luxemburggal és Hollandiával pedig nyugaton. 

## Terület

Németország helye Európában. A fehéres országok az Európai Unió más tagjait jelölik.

Németország Nyugat- és Közép-Európában helyezkedik el, északon Dániával, keleten Lengyelországgal és Csehországgal, délen Ausztriával és Svájccal, délnyugaton Franciaországgal és Luxemburggal, északnyugaton pedig Belgiummal és Hollandiával határos. Leginkább az é. sz. 47° és 55° között, valamint a k. h. 5° és 16° között helyezkedik el. Területe 357 021 km2, amelyből 349 223 km2 földterület, és 7798 km2 vízi terület. Ez Európában hetedik legnagyobb területű ország, a világon pedig a 63. .

### Extrém területi jellemzők

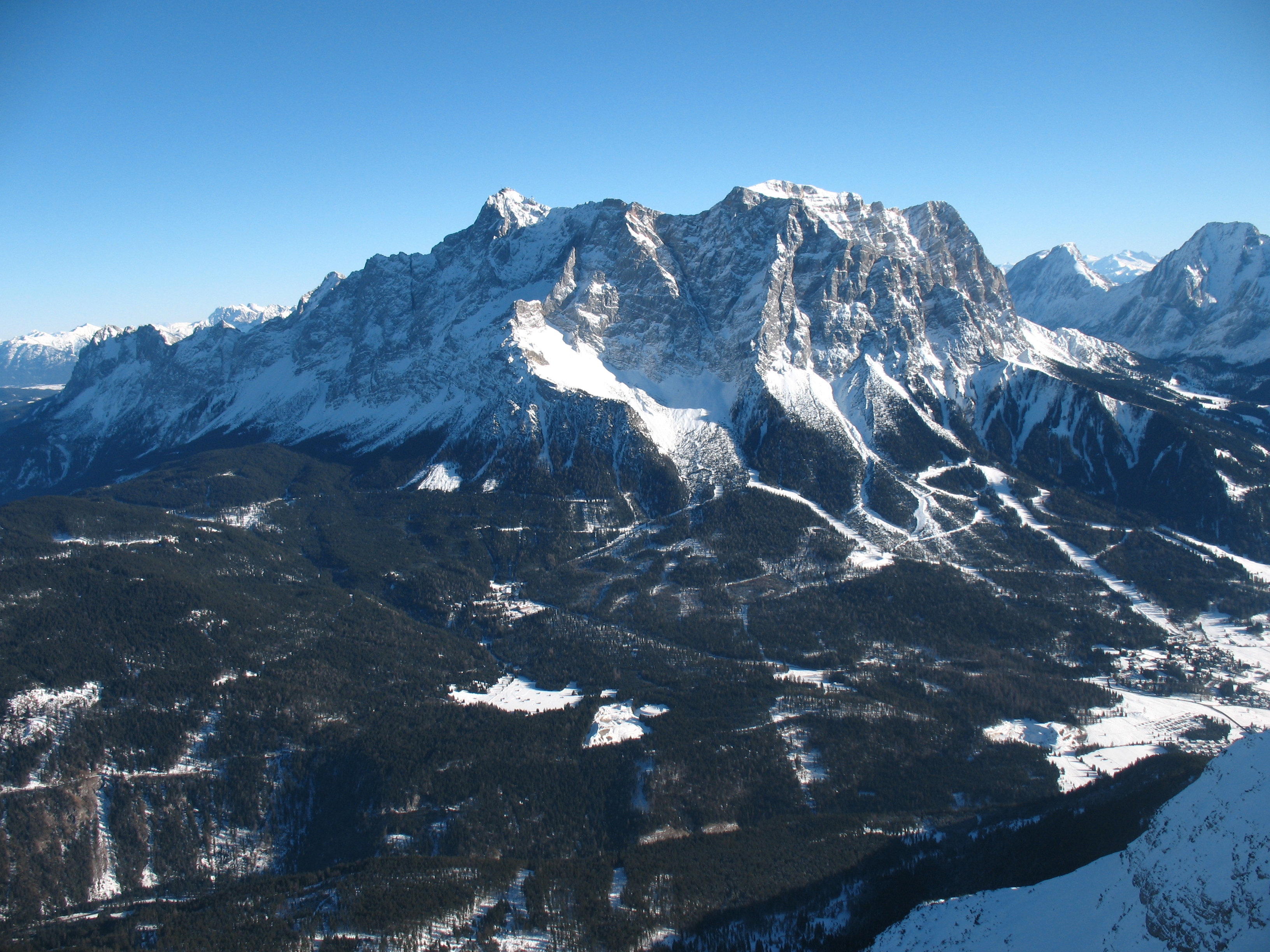
A Zugspitze a legmagasabb pont Németországban

- legészakibb pont: List, Sylt, Schleswig-Holstein é. sz. 55° 03′, k. h. 8° 24′55.050000°N 8.400000°E
- legészakibb (nem szigeten lévő) pont: Aventoft, Schleswig-Holstein é. sz. 54° 54′, k. h. 8° 49′54.900000°N 8.816667°E
- legdélebbi pont: Haldenwanger Eck, Oberstdorf, Bajorország é. sz. 47° 16′ 12″, k. h. 10° 10′ 42″47.270108°N 10.178319°E
- legnyugatibb pont: Isenbruch, Selfkant, Észak-Rajna-Vesztfália é. sz. 51° 03′, k. h. 5° 52′51.050000°N 5.866667°E
- legkeletibb pont: Deschka, Neißeaue, Szászország é. sz. 51° 16′, k. h. 15° 02′51.266667°N 15.033333°E
- legalacsonyabb (mesterséges) pont: Tagebau Hambach, 293 méterrel a tengerszint alatt, Niederzier, Észak-Rajna-Vesztfália, é. sz. 50° 54′ 39″, k. h. 6° 30′ 10″50.910833°N 6.502778°E
- legalacsonyabb (természetes) pont: Neuendorf-Sachsenbande, Wilstermarsch, Schleswig-Holstein, 3,53 méterrel a tengerszint alatt é. sz. 53° 57′ 48″, k. h. 9° 19′ 05″53.963333°N 9.318056°E
- legmagasabb pont: Zugspitze, a bajor Alpokban, 2962 m, Garmisch-Partenkirchen / Grainau, Bajorország é. sz. 47° 25′, k. h. 10° 59′47.416667°N 10.983333°E

## Domborzat

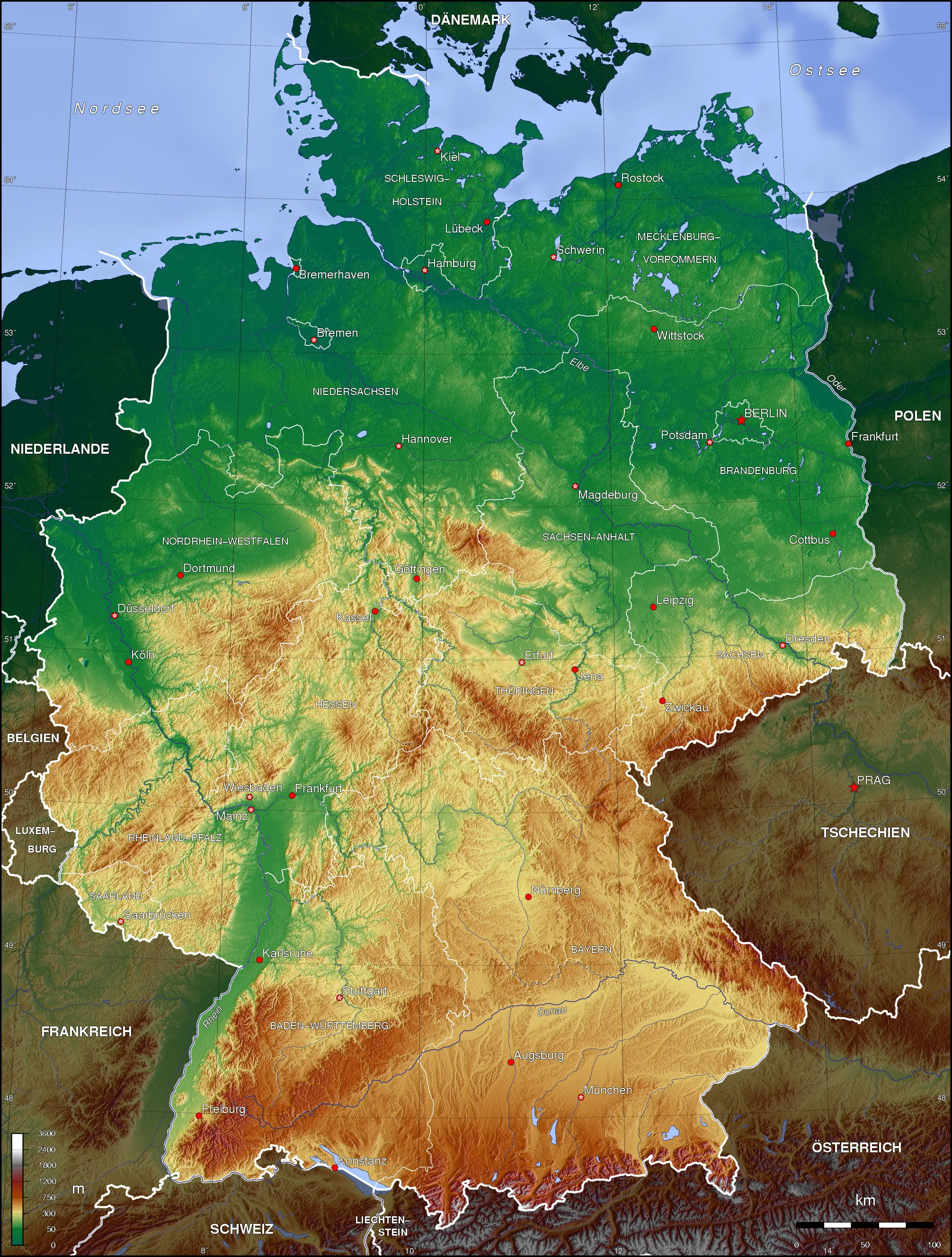
Németország domborzati térképe

Az ország északi harmada a Germán-lengyel-alföldön fekszik, sík terepét az északi irányba áramló vízfolyások (Elba, Ems, Weser, Odera) keresztezik. Mocsarak a holland határ közelében és a fríz part mentén találhatóak. Az északkeleti homokos Mecklenburgban sok olyan tó található, amit gleccserek alakítottak ki az utolsó jégkorszakban.
Dél felé haladva, Közép-Németország durva, rendezetlen dombos és hegyi vidékekkel rendelkezik, számosat ősi vulkáni tevékenységek alkottak. A Rajna völgye áthalad e terület nyugati részén. A központi hegyvidék keleti és északi irányban vonul a Saale folyóig, majd összeolvad a Csehország határán húzódó Érchegységgel. A hegyvidéki régiók közé tartozik az Eifel-hegység, a Hunsrück-hegység és a Palatinate-erdő a Rajnától nyugatra; a Taunus-hegység Frankfurttól északra; végül a Vogelsberg-hegység, a Rhön-hegység és a Thüringiai-erdő. Berlintől délre, az ország keleti és középső része inkább az alacsony északi területekre hasonlít, homokos talajjal és vizes folyami mocsarakkal, mint például a Spreewald régió.
A dél-németországi terepet a különböző egyenes hegy- és hegységláncok formálják, mint például a Sváb-, Frank-Alb (kb. A Duna forrásától, Baden-Württemberg délnyugati részétől, Stuttgarttól délre, át Svábföldön Közép-Frankföldig, a Majna folyó völgyéig húzódik) és a Bajor-erdő, végig Bajorország és Csehország határának mentén. Az Alpok a déli határnál a legmagasabb, ezen kívül viszonylag kevés alpesi terep található Németországon belül (csak Svábföld délkeleti részén és Felső-Bajorországban), Svájchoz és Ausztriához képest. A Fekete-erdő Franciaország délnyugati határánál elválasztja a Rajnát és a Duna mellékfolyóit.

### Éghajlat

Németországról Köppen éghajlati térkép

| Hónap                                               | Jan.  | Feb.  | Már.  | Ápr. | Máj. | Jún. | Júl. | Aug. | Szep. | Okt. | Nov.  | Dec.  | Év    |
| --------------------------------------------------- | ----- | ----- | ----- | ---- | ---- | ---- | ---- | ---- | ----- | ---- | ----- | ----- | ----- |
| Rekord max. hőmérséklet (°C)                        | 15,5  | 18,7  | 24,8  | 31,3 | 35,5 | 35,9 | 38,1 | 38,0 | 34,2  | 28,1 | 20,5  | 16,0  | 38,1  |
| Átlagos max. hőmérséklet (°C)                       | 2,9   | 4,2   | 8,5   | 13,2 | 18,9 | 21,6 | 23,7 | 23,6 | 18,8  | 13,4 | 7,1   | 4,4   | 13,4  |
| Átlaghőmérséklet (°C)                               | 0,6   | 1,4   | 4,8   | 8,9  | 14,3 | 17,1 | 19,2 | 18,9 | 14,5  | 9,7  | 4,7   | 2,0   | 9,7   |
| Átlagos min. hőmérséklet (°C)                       | −1,9  | −1,5  | 1,3   | 4,2  | 9,0  | 12,3 | 14,3 | 14,1 | 10,6  | 6,4  | 2,2   | −0,4  | 5,9   |
| Rekord min. hőmérséklet (°C)                        | −23,1 | −26,0 | −16,5 | −8,1 | −4,0 | 1,5  | 5,4  | 3,5  | −1,5  | −9,6 | −16,0 | −20,5 | −26,0 |
| Átl. csapadékmennyiség (mm)                         | 42    | 33    | 41    | 37   | 54   | 69   | 56   | 58   | 45    | 37   | 44    | 55    | 571   |
| Havi napsütéses órák száma                          | 47    | 74    | 121   | 159  | 220  | 222  | 217  | 211  | 156   | 112  | 51    | 37    | 1626  |
| Forrás: World Meteorological Organization (angolul) |       |       |       |      |      |      |      |      |       |      |       |       |       |

| Hónap                         | Jan. | Feb. | Már. | Ápr. | Máj. | Jún. | Júl. | Aug. | Szep. | Okt. | Nov. | Dec. | Év   |
| ----------------------------- | ---- | ---- | ---- | ---- | ---- | ---- | ---- | ---- | ----- | ---- | ---- | ---- | ---- |
| Átlagos max. hőmérséklet (°C) | 3,5  | 4,4  | 8,0  | 12,3 | 17,5 | 20,0 | 22,0 | 22,2 | 18,0  | 13,0 | 7,5  | 4,6  | 12,8 |
| Átlagos min. hőmérséklet (°C) | −1,4 | −1,2 | 1,0  | 3,3  | 7,4  | 10,5 | 12,7 | 12,5 | 9,6   | 6,0  | 2,4  | 0,0  | 5,3  |
| Átl. csapadékmennyiség (mm)   | 64   | 42   | 63   | 46   | 54   | 77   | 75   | 73   | 68    | 64   | 70   | 78   | 774  |
| Havi napsütéses órák száma    | 47   | 69   | 109  | 172  | 223  | 200  | 217  | 203  | 145   | 108  | 53   | 37   | 1583 |
| Forrás: DWD, WMO              |      |      |      |      |      |      |      |      |       |      |      |      |      |

| Hónap                          | Jan. | Feb. | Már. | Ápr. | Máj. | Jún. | Júl. | Aug. | Szep. | Okt. | Nov. | Dec. | Év   |
| ------------------------------ | ---- | ---- | ---- | ---- | ---- | ---- | ---- | ---- | ----- | ---- | ---- | ---- | ---- |
| Átlagos max. hőmérséklet (°C)  | 4,2  | 5,9  | 10,7 | 15,4 | 20,0 | 23,1 | 25,5 | 25,1 | 20,3  | 14,6 | 8,4  | 4,9  | 14,9 |
| Átlagos min. hőmérséklet (°C)  | −1,1 | −1,1 | 2,1  | 4,9  | 9,1  | 12,3 | 14,4 | 14,0 | 10,5  | 6,6  | 2,8  | −0,1 | 6,2  |
| Átl. csapadékmennyiség (mm)    | 45   | 41   | 48   | 42   | 63   | 58   | 65   | 57   | 53    | 55   | 49   | 54   | 629  |
| Havi napsütéses órák száma     | 50   | 80   | 121  | 178  | 211  | 219  | 233  | 219  | 156   | 103  | 51   | 41   | 1662 |
| Forrás: Deutscher Wetterdienst |      |      |      |      |      |      |      |      |       |      |      |      |      |

| Hónap                         | Jan.  | Feb.  | Már.  | Ápr. | Máj. | Jún. | Júl. | Aug. | Szep. | Okt. | Nov.  | Dec.  | Év    |
| ----------------------------- | ----- | ----- | ----- | ---- | ---- | ---- | ---- | ---- | ----- | ---- | ----- | ----- | ----- |
| Rekord max. hőmérséklet (°C)  | 17,0  | 21,0  | 23,0  | 26,0 | 30,0 | 33,0 | 36,0 | 35,0 | 30,0  | 26,0 | 18,0  | 20,0  | 36,0  |
| Átlagos max. hőmérséklet (°C) | 2,0   | 3,0   | 8,0   | 11,0 | 17,0 | 20,0 | 22,0 | 22,0 | 18,0  | 12,0 | 6,0   | 3,0   | 12,1  |
| Átlaghőmérséklet (°C)         | −1,0  | 0,0   | 4,0   | 7,0  | 12,0 | 15,0 | 17,0 | 17,0 | 13,0  | 8,0  | 3,0   | 0,0   | 8,0   |
| Átlagos min. hőmérséklet (°C) | −4,0  | −3,0  | 0,0   | 2,0  | 6,0  | 10,0 | 12,0 | 12,0 | 8,0   | 4,0  | 0,0   | −2,0  | 3,8   |
| Rekord min. hőmérséklet (°C)  | −26,0 | −22,0 | −15,0 | −6,0 | −2,0 | 2,0  | 3,0  | 3,0  | 0,0   | −6,0 | −14,0 | −21,0 | −26,0 |
| Átl. csapadékmennyiség (mm)   | 40    | 40    | 50    | 70   | 100  | 120  | 120  | 110  | 80    | 60   | 50    | 50    | 890   |
| Forrás: www.weatherbase.com   |       |       |       |      |      |      |      |      |       |      |       |       |       |

Németország éghajlata mérsékelt, óceáni; hideg, felhős telekkel és meleg nyarakkal, valamint délről fúj a meleg főn szél. Németország nagy része a hideg/mérsékelt éghajlati övezetben fekszik, ahol a nedves nyugati szelek dominálnak. Északnyugaton és északon az éghajlat óceáni, ami azt jelenti, hogy az év folyamán nagyon sok eső esik. A tél viszonylag enyhe, és a nyár viszonylag hideg. Keleten az éghajlat kontinentális. A tél nagyon hideg, a nyár pedig nagyon meleg lehet. A száraz időszakokat általában rögzíteni szokták.
Középen és délen egy átmeneti éghajlat uralkodik, ami az általános időjárási helyzettől függ, hogy óceáni vagy kontinentális. A tél hideg, és a nyár meleg, bár a hőmérséklet meghaladhatja a 30 °C-ot az egymást követő napokban hőhullámok alatt. Németország legmelegebb régiói délnyugaton találhatóak. Itt a nyarak forróak lehetnek, számos napon meghaladja a hőmérséklet a 30 °C-t. Néha a minimum hőmérséklet 20 °C alá sem esik, ami más régiókban viszonylag ritka.
Az északi-déli hőmérséklet-különbség nem nagyon érezhető Németországban, helyette inkább nyugati-keleti vonalban érzékelhető. Ezt alátámasztja az is, hogy északon sík és nyílt a táj, valamint a tengerhez közel helyezkedik el, ellentétben a déli magasabb tereppel, ami a tengertől jóval nagyobb távolságra van, és az Alpok nagyon közel van. Ezek a hegyek megakadályozzák a meleg mediterrán levegő nagy részének mozgását Németország déli részén. Az Alpoktól és a Kárpátoktól északra, minél távolabb megyünk az Atlanti-óceán meleg áramlatától (Golf-áramlat), és minél közelebb Oroszország és Szibéria rendkívül hideg téli szeleihez, a helyi éghajlat annál hidegebbé válik. Még ha a szibériai téli szelek nem is erőteljesek, amikor Németországot elérik, akkor is lecsökkenhet éjszaka szélsőséges esetben akár -30 °C-ra is a hőmérséklet; ez befolyásolja novembertől márciusig az átlaghőmérsékletet. Bár ritka, amikor ilyen hideg levegő éri el Németországot, a keleti tájak jobban ki vannak téve ennek a veszélynek, mint a nyugatiak. Ezek a tényezők azt eredményezik, hogy az északi Hamburg 
éves átlaghőmérséklete megegyezik a déli Münchenével. Az éves átlaghőmérséklet Hamburgban +9,5 °C, Münchenben +9,7 °C , míg Berlin átlaghőmérséklete +9,9 °C 
A legmelegebb terület Németországban a Franciaországgal határos Fekete-erdőtől nyugatra, nagyjából az északi Karlsruhe és a déli svájci határ között helyezkedik el. A leghidegebb terület (a hegycsúcsok kivételével) Németország keleti részén, Drezda és Görlitz környékén található. Freiburg (Karlsruhe-tól kissé délre található) éves átlaghőmérséklete +11,4 °C, Görlitz értéke pedig +8,8 °C. Az eltérés 2,6 °C. Vannak Németországban olyan meteorológiai állomások, amik mértek már hidegebb átlaghőmérsékletet is, de ezek zöme sokkal nagyobb magasságban helyezkedik el.
Noha a német éghajlat ritkán szélsőséges, előfordulhat, hogy a hideg vagy a meleg szélsőséges. A téli hőmérséklet néha két számjegyű negatív hőmérsékletre eshet néhány egymást követő nap erejéig. Ezzel szemben nyáron egy-két hétig nagyon magas hőmérsékleti időszakok vannak. A rögzített szélsőségek közül a legmagasabb hőmérséklet 42,6 °C (2019. július, Lingen) , a legalacsonyabb -37,8 °C (1929. február, Pfaffenhofen an der Ilm).

### Földhasználat

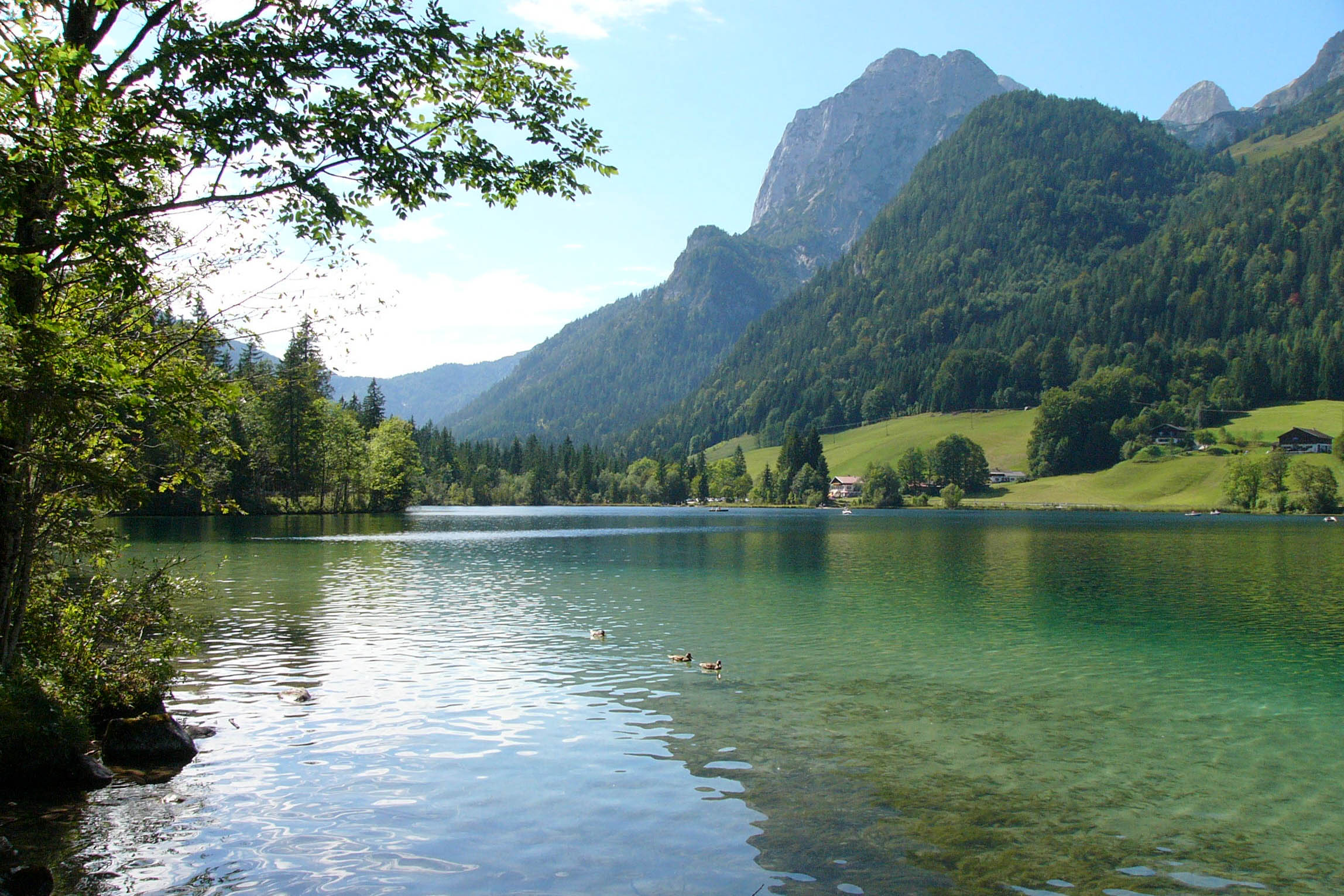
Alpesi táj Bajorországban

Németország területe összesen 357 021 km2, ebből 5157 km2 öntözött földterület, és 8350 km2 vízi terület. A legnagyobb tó a Boden-tó (536 km2), mivel a part 62%-a Németországhoz tartozik. Nagyobb tó még a Müritz (117 km2) és a Chiemsee (80 km2). Németország nagy részét szántóföld borítja (33,95%). Az ország 0,57%-át növik be állandó növények.
Németországnak összesen 2389 km hosszú tengerpartja van, és összesen 3714 km hosszú a szárazföldi határa (az óramutató járásával megegyező irányban északról: Dánia 140 km, Lengyelország 467 km, Csehország 704 km, Ausztria 801 km, Svájc 348 km, Franciaország 418 km, Luxemburg 128 km, Belgium 133 km, Hollandia 575 km). A német-osztrák határ Jungholz közelében keresztezi magát. A belga határ magába foglal öt német enklávét.

### Folyók
Németország fő folyói:

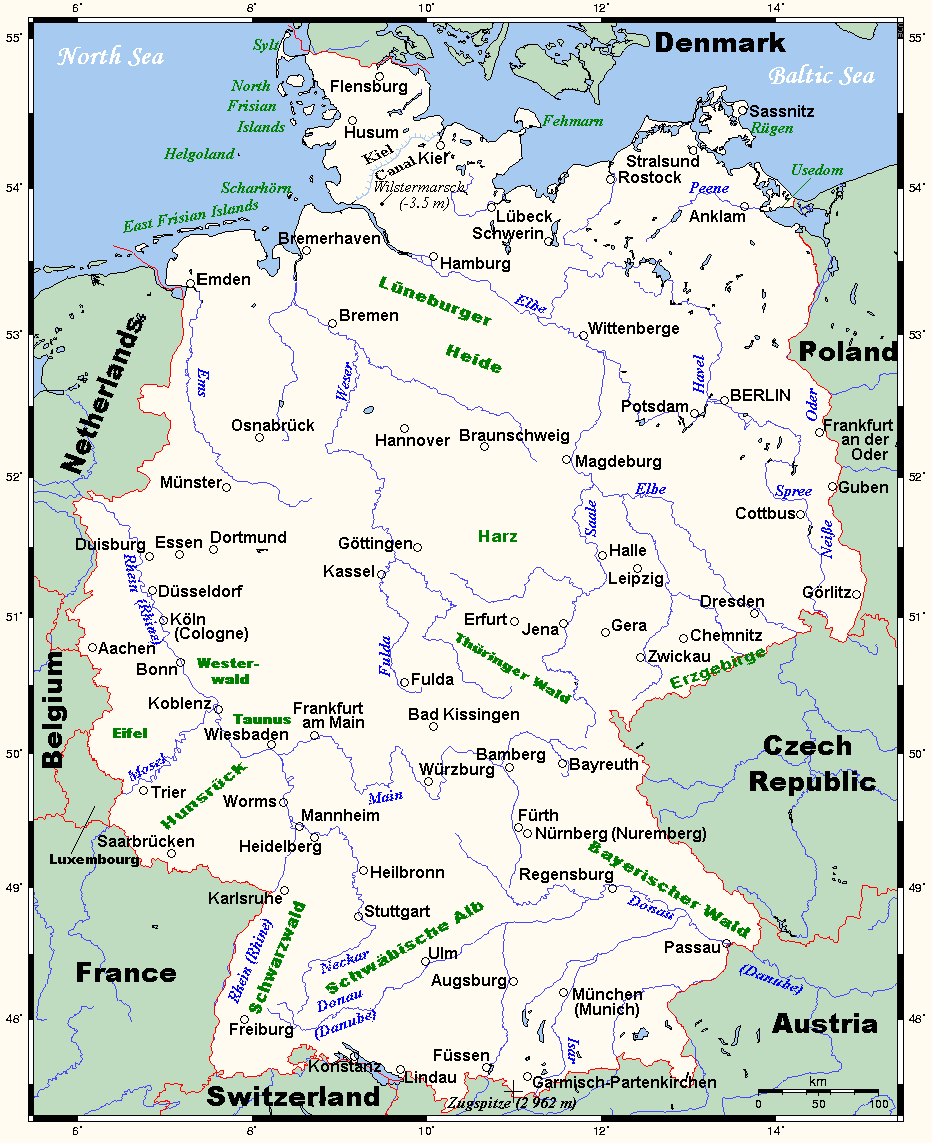
A fő német folyók

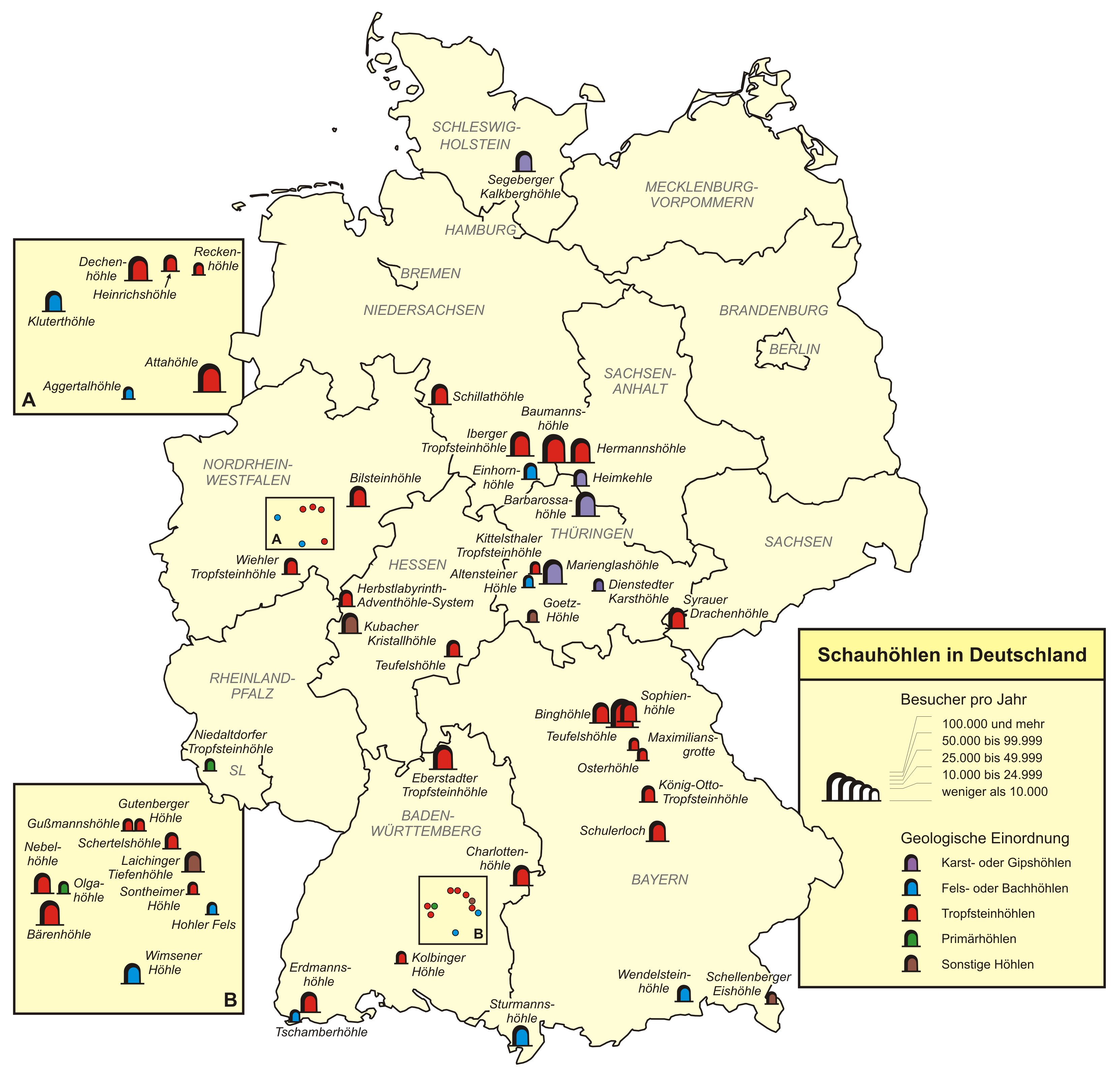
Németország barlangtérképe

- Rajna (németül: Rhein), németországi szakasza 865 km (fő mellékfolyói: Neckar, Majna, Mosel);
- az Elba, németországi szakasza 727 km (az Északi-tengerbe torkollik); és
- a Duna (Donau), németországi szakasza 687 km.

A fontos folyók közé tartozik még a Saale és a Majna Közép-Németországban, a Neckar délnyugaton, a Weser északon és az Oder a keleti határnál.

### Barlangok
A karszt sziklák számos barlangot hoztak létre, különösen a Hönne völgyében. Balve-ben található Európa legnagyobb kulturális barlangja.

### Természetes erőforrások
- Vasérc, szén, hamuzsír, fa, barnakőszén, urán, réz, kőolaj, földgáz, só, nikkel és víz.

## Környezet
Aktuális problémák

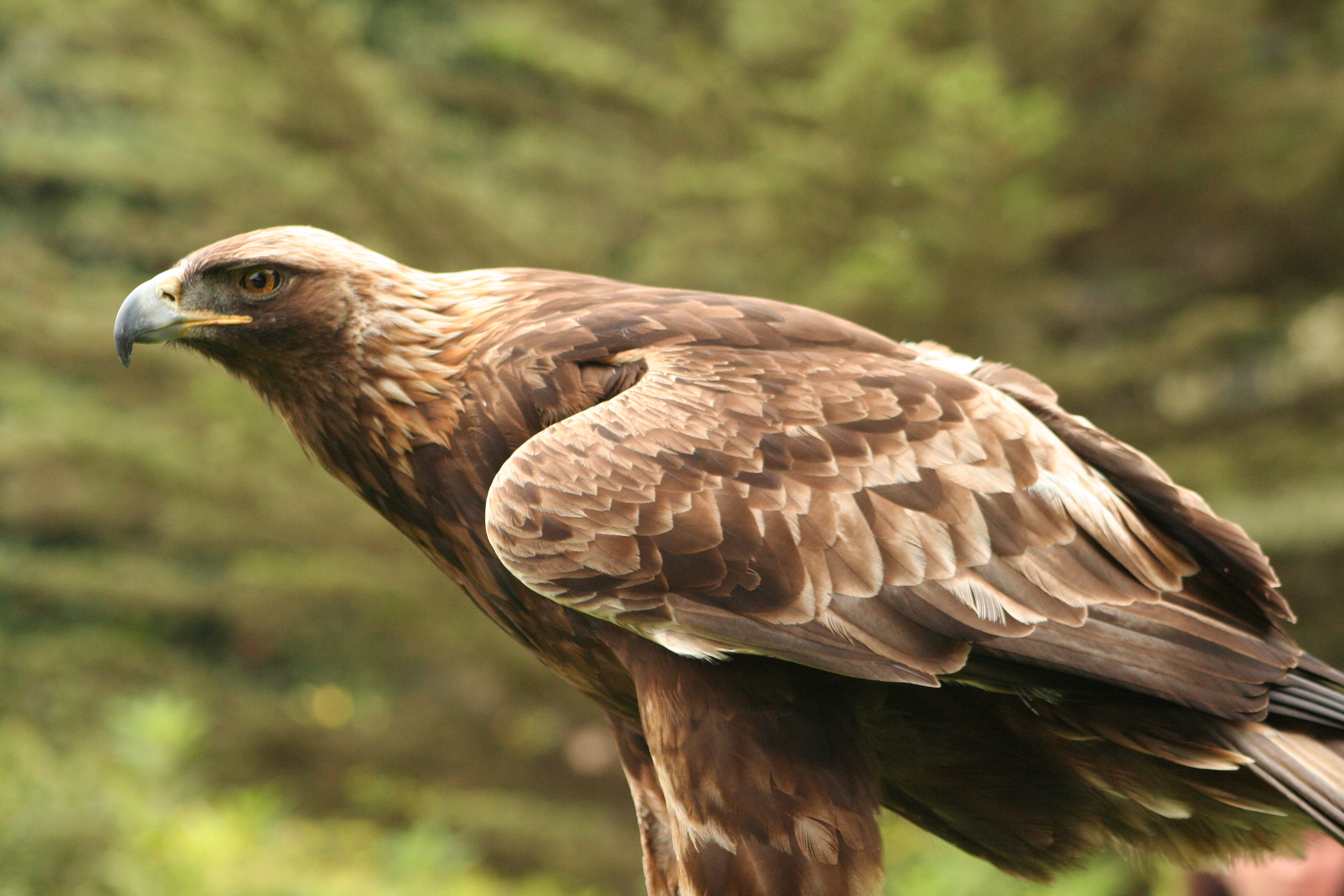
Szirti sas

- A szénégető közművek és iparágak károsanyag kibocsátása jelentősen hozzájárul a légszennyezéshez; a kén-dioxid kibocsátásból származó savas eső károsítja az erdőket Németországban; a kelet-németországi folyók szennyvize és ipari hulladéka szennyezi a Balti-tengert; veszélyes hulladék felszámolása; a kormány bejelentette, hogy szándékozik az atomenergiáról átállni villamosenergia-termelésre; a kormány arra törekszik, hogy a természetvédelmi területeket megőrizze; Németország utolsó gleccsere elkezdett eltűnni.

Természeti veszélyek
- Folyók áradása heves esőzések után (például a 2002-es közép-európai áradások, 2021-es európai áradások vagy a vihardagály, mint például a Hamburgi szökőár, valamint az 1362-es és az 1634-es történelmi árvizek, amelyek megváltoztatták a mai Schleswig-Holstein nyugati partvidékét).

### Növény- és állatvilág

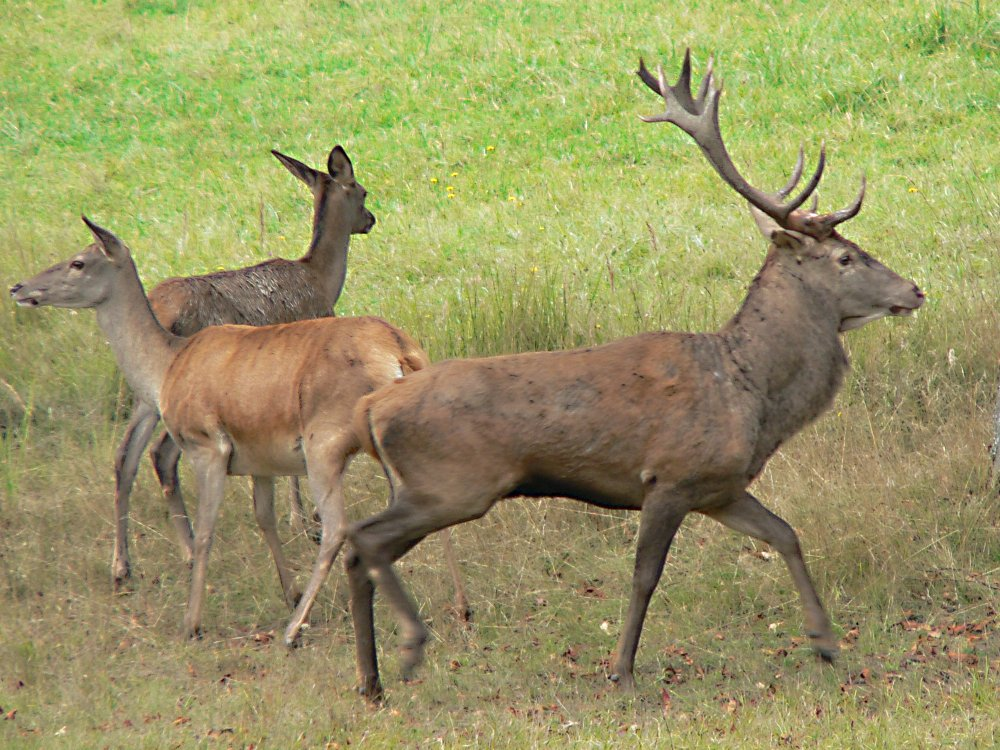
A gímszarvasok gyakori állatok Németországban

Növényföldrajzilag Németország az Északi flórabirodalmon belül a Cirkumboreális régióban van, amin belül két florisztikus régió osztozik Németországon: az atlanti régió és a közép-európai régió. Németország területe két ökorégióra osztható: európai-mediterránra, ahol vegyes hegyvidéki erdők találhatóak, és az északkelet-atlanti tengeri selfre. Németország nagy részét vagy szántóföld (33%), vagy erdő (31%) borítja. Csak az ország 15%-a állandó legelő.
A növények és állatok tipikusan közép-európaiak. A bükk, tölgy és más lombhullató fák az erdők egyharmadát teszik ki. Az újratelepítés eredményeként növekszik a tűlevelűek száma. A lucfenyő és a jegenyefenyő dominál a magasabb hegységekben, míg a tűnyalábos fenyő és a vörösfenyő a homokos talajban érzi jól magát. Számos páfrány-, virág-, gomba- és mohafaj található itt meg. Halakban bővelkednek a folyók és az Északi-tenger. A vadállatok közé tartozik a szarvas, vaddisznó, muflon, róka, borz, mezei nyúl és pár hódfaj is. Számos költözőmadár szeli át Németországot tavasszal és ősszel.

## Népesség

### Demográfia

Népsűrűség Németországban

Becslések szerint 83,1 millió lakossal, 2021 márciusban, Németország az Európai Unió legnépesebb országa, és a világ 19. legnépesebb országának számít. Népsűrűsége 233 fő/km2. Az ENSZ Népesedési Alapja szerint 2020-ban Németország volt a világ második legnagyobb bevándorló célországa. 2016-ban a népesség 22,5%-a volt bevándorló vagy bevándorlók leszármazottja.

### Közigazgatási egységek

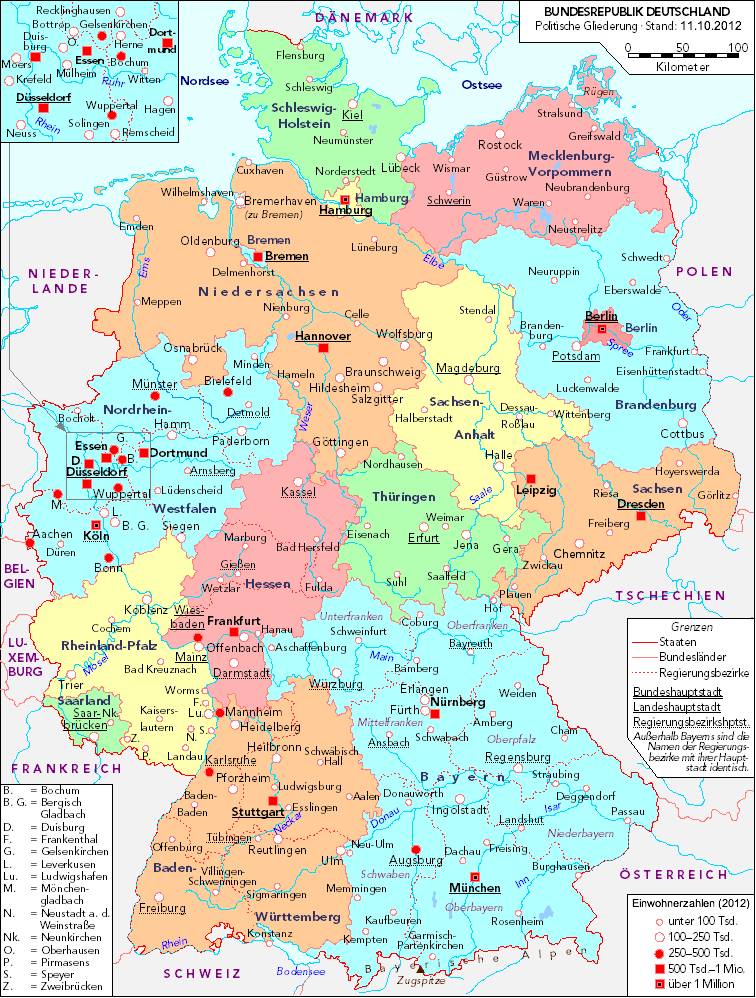
Németország közigazgatási térképe

Németország tizenhat tartományból áll, melyeket együttesen Länder-nek neveznek. Minden tartománynak megvan a saját alkotmánya és belső szervezete szempontjából nagyrészt autonóm. A méret és a népesség közötti különbségek miatt ezen tartományok felosztása különbözik, különösen a városállamok (Stadtstaaten) és a nagyobb területekkel rendelkező tartományok (Flächenländer) között. Regionális adminisztratív céljai öt tartománynak van, nevezetesen Baden-Württembergnek, Bajorországnak, Hessennek, Észak-Rajna-Vesztfáliának és Szászországnak összesen 22 kormányzati körzete (Regierungsbezirke) van. 2009-től Németországot önkormányzati szinten 403 járásra (Kreise) osztják, ezek 301 vidéki körzetből és 102 városi körzetből állnak.
| Tartomány              | Központ     | Terület (km²) | Népesség   |
| ---------------------- | ----------- | ------------- | ---------- |
| Baden-Württemberg      | Stuttgart   | 35 752        | 10 717 000 |
| Bajorország            | München     | 70 549        | 12 444 000 |
| Berlin                 | Berlin      | 892           | 3 400 000  |
| Brandenburg            | Potsdam     | 29 477        | 2 568 000  |
| Bremen                 | Bremen      | 404           | 663 000    |
| Hamburg                | Hamburg     | 755           | 1 735 000  |
| Hesse                  | Wiesbaden   | 21 115        | 6 098 000  |
| Mecklenburg-Vorpommern | Schwerin    | 23 174        | 1 720 000  |
| Alsó-Szászország       | Hannover    | 47 618        | 8 001 000  |
| Észak-Rajna-Vesztfália | Düsseldorf  | 34 043        | 18 075 000 |
| Rajna-Pfalz            | Mainz       | 19 847        | 4 061 000  |
| Saarland               | Saarbrücken | 2 569         | 1 056 000  |
| Szászország            | Drezda      | 18 416        | 4 296 000  |
| Szász-Anhalt           | Magdeburg   | 20 445        | 2 494 000  |
| Schleswig-Holstein     | Kiel        | 15 763        | 2 829 000  |
| Türingia               | Erfurt      | 16 172        | 2 355 000  |

### Urbanizáció
Németországnak számos nagyvárosa van. A legnépesebbek: Berlin, Hamburg, München, Köln, Frankfurt és Stuttgart. A legnagyobb konurbáció a Rajna-Ruhr régió (12 millió fő), amelybe beletartozik Düsseldorf (Észak-Rajna-Vesztfália fővárosa), Köln, Essen, Dortmund, Duisburg és Bochum is.

## Lásd még
- Németország tartományai
- Európa földrajza

## Külső hivatkozások
- Kostenlose Deutschland-Karten
- Geoberg.de: Geologie Deutschlands – Fotografien geologischer Objekte aus Deutschland
- mineralienatlas.de: Reiches Erz aus dem Harz
- Deutscher Klimaatlas
- Németország földrajza – Encyclopedia of World Geography

## Fordítás
Ez a szócikk részben vagy egészben  a   Geography of Germany című angol Wikipédia-szócikk ezen változatának fordításán alapul.  Az eredeti cikk szerkesztőit annak laptörténete sorolja fel. Ez a jelzés csupán a megfogalmazás eredetét és a szerzői jogokat jelzi, nem szolgál a cikkben szereplő információk forrásmegjelöléseként.